# وانغ يي

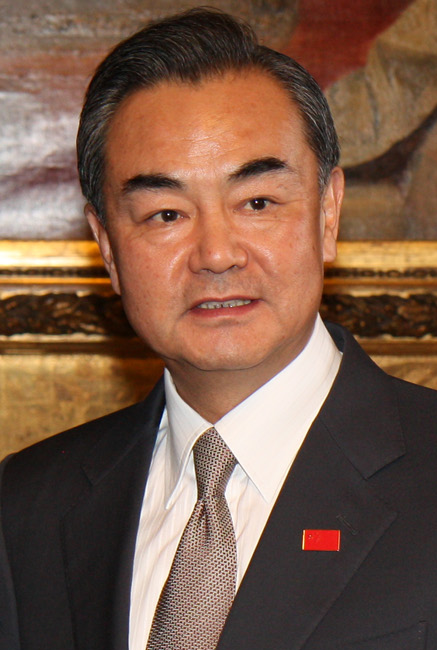
وانغ يي

وانغ يي (بالصينية: 王毅) (ولد في 19 أكتوبر 1953 في بكين) هو وزير خارجية جمهورية الصين الشعبية. منذ 16 مارس 2013.

## روابط خارجية
- وانغ يي على موقع IMDb (الإنجليزية)
- وانغ يي على موقع مونزينجر (الألمانية)